# Max Hodann
Max Julius Carl Alexander Hodann (Nysa, 30 de agosto de 1894 - Estocolmo, 17 de diciembre de 1946) fue un médico, eugenista, educador sexual y marxista alemán, «el médico educador sexual más conocido y controvertido de la República de Weimar». Escribió para lectores de clase trabajadora (p. ej., Guy y Gal, 1924) y para niños (p. ej., De dónde vienen los niños, 1926). Después de 1933, como refugiado de la Alemania nazi, vivió principalmente en Noruega y Suecia.

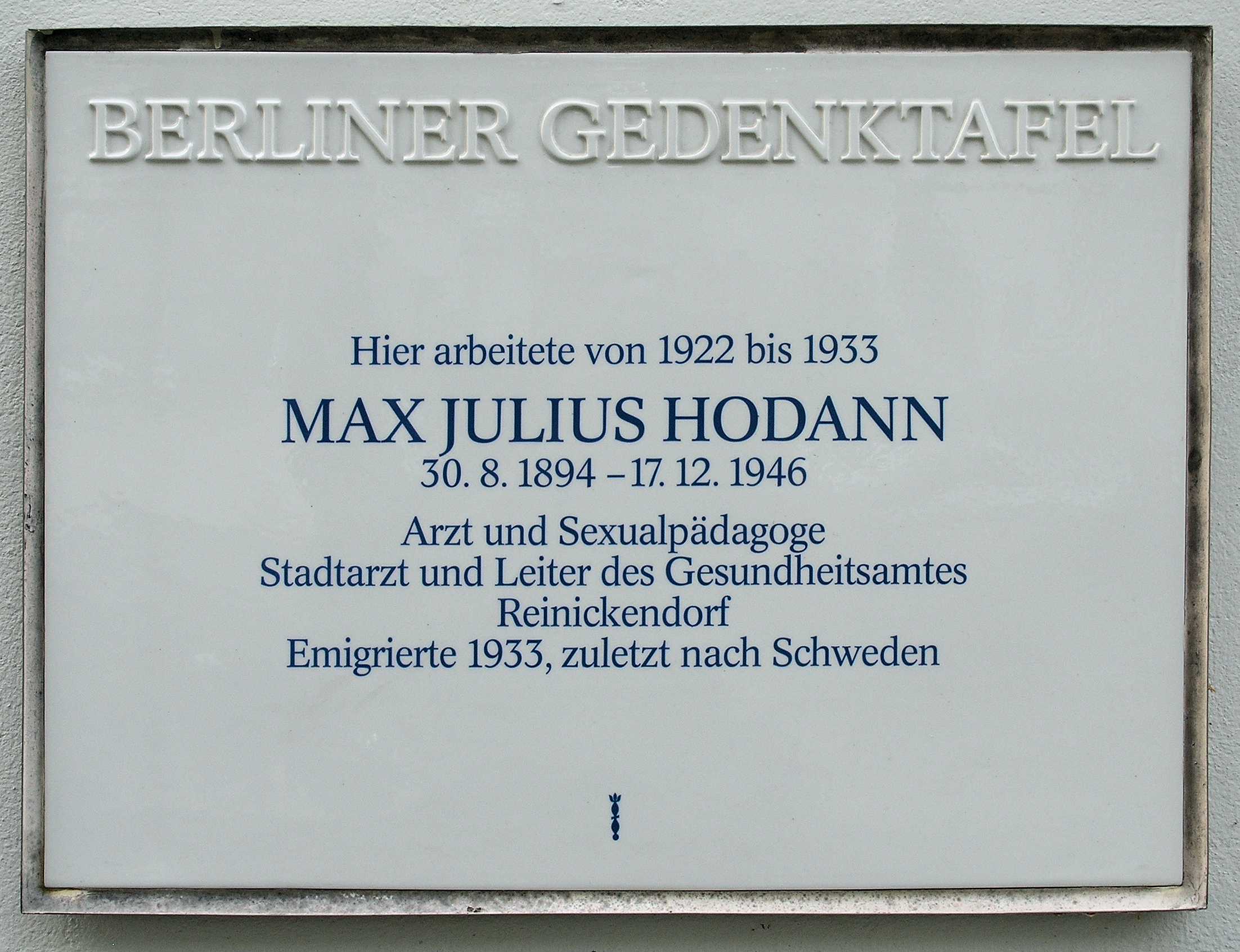
Una placa dedicada a Hodmann colgada en Reinickendorf 45, en Berlín

## Biografía
Max Hodann nació en Nysa, Alta Silesia. Tras la muerte de su padre, un médico militar, en 1899, Hodann y su madre se mudaron a Berlín y posteriormente a Merano, en el Tirol, y de regreso a Berlín en 1904. Cursó sus estudios en un gymnasium de Berlín y participó en el Movimiento de la Juventud Alemana. Estudió medicina en la Universidad de Berlín, graduándose (tras la interrupción por su servicio militar durante la Primera Guerra Mundial) en 1919.
Hodann ejerció como médico en Reinickendorf, Berlín, de 1922 a 1923. Trabajó en el Instituto de Ciencias Sexuales de Magnus Hirschfeld de 1926 a 1929 como jefe de asesoramiento sexual y del departamento de eugenesia maternoinfantil. Organizó reuniones públicas de preguntas y respuestas sobre educación sexual y escribió varias publicaciones sobre educación sexual que fueron prohibidas temporalmente. Fue miembro de la Asociación de Médicos Socialistas y de la Liga Nacional para el Control de la Natalidad y la Higiene Sexual en la Alemania de Weimar.
Hodann fue arrestado en febrero de 1933 y detenido sin juicio durante varios meses. Cruzó la frontera hacia Suiza, permaneciendo brevemente en Francia, Países Bajos y Dinamarca antes de irse a vivir a Inglaterra. Allí intentó establecer su propio instituto, sin mucho éxito. Posteriormente se mudó a Noruega, donde recibió apoyo financiero de la organización de trabajadores noruegos "Arbeidernes justisfond" (Fondo de Justicia para los Trabajadores), y publicó artículos sobre familia y sexualidad en la prensa obrera noruega. Tras visitar Palestina en 1934, fue coautor de un libro con Lise Lindbæk sobre el retorno judío a Palestina.
Trabajó como médico militar en España durante la Guerra Civil de 1937 a 1938, donde conoció al brigadista y poeta holandés, Jef Last, que fue enviado al hospital en el que Max Hodann por su homosexualidad. Last elogió su profesionalidad y su posicionamiento diferente al militar en ese momento, descriminalizando la homosexualidad y el onanismo de los soldados.
Tras la guerra regresó a Noruega y publicó una novela infantil en noruego bajo el seudónimo Henry M. Dawes. Poco antes de la invasión alemana de Noruega en 1940 se mudó a Suecia. Allí publicó una novela y colaboró con desertores militares alemanes, y con la Asociación Sueca de Educación Sexual (RFSU). Murió de un ataque de asma en Estocolmo el 17 de diciembre de 1946. Existen documentos en los Archivos del Sindicato de Trabajadores Municipales de Suecia en Estocolmo sobre él.

## Obras
- (ed.) Die Jugend zum Sexualproblem (Los jóvenes y el problema sexual), Leipzig, 1916.
- (ed.) Schriften zur Jugendbewegung (Publicaciones sobre el movimiento juvenil), Leipzig: Radelli & Hille, 1916.
- (ed. con Walther Koch) Die Urburschenschaft als Jugendbewegung; en zeitgenössischen Berichten zur Jahrhundertfeier des Wartburgfestes (La primera fraternidad estudiantil como movimiento juvenil; en informes contemporáneos sobre el centenario del Festival de Wartburg), Jena: E. Diederichs, 1917
- Die sozialhygienische Bedeutung der Beratungsstellen für Geschlechtskranke: unter besonderer Berücksichtigung der Beratungsstelle der Landesversicherungsanstalt Berlin (La importancia para la higiene social de los centros de asesoramiento para enfermedades venéreas: con especial referencia al consejo asesor del Instituto Nacional de Seguros de Berlín), Leipzig: Vogel, 1919. Tesis doctoral, Universidad Friedrich-Wilhelms de Berlín
- Deutsche Medizinische Wochenschrift, vol. 45, núm. 50 (1919), pág. 1389
- 'Aus den Parlamenten' (De los parlamentos), Deutsche Medizinische Wochenschrift, vol. 45, núm. 51 (1919), pág. 1423
- "Hygienische Maßnahmen in Sowjet-Rußland" (Medidas de higiene en la Rusia soviética), Deutsche Medizinische Wochenschrift, vol. 45, núm. 52 (1919), pág. 1442-3
- Erziehungsarbeit und Klassenkampf (Trabajo educativo y lucha de clases), Jena, Thür. Verlagsanstalt und Druckerei
- Eltern und Kleinkinder-Hygiene (Eugenik) (Higiene de padres y niños pequeños (eugenesia)), Leipzig: Oldenburg, 1923.
- Bub y Mädel. Gespräche unter Kameraden über die Geschlechterfrage (Guy y gal. Conversaciones entre camaradas sobre la cuestión de género), Leipzig: Oldenburg, 1924. Prólogo de Paul Oestreich.
  - Traducido por Boris Osipovich Finkelʹshteĭn al ruso, 1925; traducido al ucraniano, 1925.
  - Traducido al sueco como Saker som man inte talar om (Cosas de las que no hablamos), Estocolmo: Arbetarkultur, 1934.
- (ed. con Heinrich Müller) Der jugendliche Mensch und der Erzieher (El joven y el educador), Berlín, 1925.
- Woher die Kinden kommen: Ein Lehrbuch, für Kinder lesbar (De dónde vienen los bebés: un libro de texto para que lean los niños), Rudolstadt: Greifenverlag, 1926. Ilustrado por Willi Geißler. Nueva edición (1928) como Bringt uns wirklich der Klapperstorch? Ein Lehrbuch, für Kinder lesbar (¿Realmente nos trae la cigüeña? Un libro de texto para que los niños lean)
- Geschlecht und Liebe in biologischer und gesellschaftlicher Beziehung (Sexo y amor en su relación biológica y social), Rudolstadt: Greifenverl., 1927.
  - Traducido por Jerome Gibbs como La vida sexual en Europa: un estudio biológico y sociológico, Nueva York: The Gargoyle Press, 1932.
- Der Mensch, sein Körper und seine Lebenstätigkeit (El hombre: su cuerpo y su actividad vital), Múnich: Birk, 1927.
- Sexualpädagogik: Erziehungshygiene und Gesundheitspolitik. Gesammelte Aufsätze u. Vortr. (1916-1927) (Educación sexual: educación en higiene y políticas sanitarias), Rudolstadt/Thür.: Greifenverl., 1928.
- Higiene de ancianos : Eugenik für Erzieher (Higiene parental: eugenesia para educadores), Rudolstadt: Greifenverl., 1928.
- Von der Kunst des Liebesverkehrs, Rudolstadt i. Jueves: Greifenverl., 1928
- Die Sexualnot der Erwachsenen (La frustración sexual de los adultos), Rudolstadt: Greifenverl., 1928.
- Sexualelend und Sexualberatung (Miseria sexual y asesoramiento sexual), Thür. Rudolstadt, 1928
- ¡Unzucht! ¡Unzucht! ¡Herr Staatsanwalt! zur Naturgeschichte des deutschen Schamgefühls (¡Fornicación! ¡Fornicación! ¡Señor fiscal! La historia natural de la vergüenza alemana), Rudolstadt: Greifenverlag, 1928
- Onanie: weder Laster noch Krankheit (Masturbación: ni maldad ni enfermedad), Berlín: Universitas, 1929
- Sowjetunion: Gestern, Heute, Morgen (Unión Soviética: ayer, hoy, mañana), Berlín: Universitas, 1931
- Der slawische Gürtel um Deutschland; Polen, die Tschechoslowakei und die deutschen Ostprobleme (El cinturón eslavo de Alemania: Polonia, Checoslovaquia y el problema del Este alemán), Berlín: Universitas, 1932
- (con Lise Lindbaek) Jødene vender hjem (Judíos que regresan a casa), Oslo: Aschehoug, 1934.
- (ed.) La nueva ley de control de la natalidad y el aborto en Islandia. (10 de diciembre de 1934.) Reimpreso de Marriage Hygiene, etc., Bombay, 1936.
- Sexo y moral moderna. Reimpreso de «Higiene matrimonial», etc., Bombay, 1936. Traducido por Stella Browne.
- Historia de la moral moderna, Londres, W. Heinemann ltd, 1937. Traducido por Stella Browne del original alemán inédito.
- (como Henry M. Dawes) Jakob går over grensen, Oslo: Tiden Norsk Forlag, 1938.